# هازال فيليز كوتشوكوزي
هازال فيليز كوتشوكوزي (بالتركية: Hazal Filiz Küçükköse) (9 فبراير 1988 في مرسين) ممثلة تركية.

## حياتها
درست بمدرسة الثانوية بأنقرة، وأكملت دراستها في جامعة كيريكال كلية العلوم قسم علم الأحياء، وتواصل الآن دراستها الجامعية في قسم الكيمياء، تلقت دروس في التمثيل بعد أن أظهرت موهبة في التمثيل في المرحلة الثانوية حيث كانت تقدم عروض للهواة، بدأت التمثيل سنة 2009 م.

## أهم أعمال هازال فيليز
مسلسل نجمة البحر
مسلسل اغفر لي سنة 2014
مسلسل مذنب سنة 2014 م
مسلسل حب أعمى سنة 2016 م
الحلم 2017
القدر الاسود عام2017-2015
محمد الفاتح 2018
زمهرير 2020

## هازال فيليز وزوجها
هازال فيليز كانت متزوجة من توان تونالي عام 2014م، بعد قصة حب استمرت لسنوات، حدث الطلاق عام 2018م، وعندما سألها الصحفيون عن سبب انفصالها عن زوجها قالت للصحفيين أن الزواج مؤسسة خاصة جدا وليس من حق أحدا التدخل في حياتها الخاصة، أما زوجها فقد رد قائلا أن انتهت صلاحية زواجهم. وانتشرت شائعات أخرى تفيد بأنها تخون زوجها مع الممثل كان أورجنجي أوغلو الذي شاركها بطولة مسلسل حب أعمى عام 2015. ويبدو أن هازال وتونالي اتفقا على التزام الصمت، وعدم التصريح بأى حديث لوسائل الإعلام، حتى يتم انعقاد أولى جلسات الطلاق.

## روابط خارجية
- هازال فيليز كوتشوكوزي على موقع IMDb (الإنجليزية)
- هازال فيليز كوتشوكوزي على موقع روتن توميتوز (الإنجليزية)
- هازال فيليز كوتشوكوزي على موقع قاعدة بيانات الأفلام العربية
- هازال فيليز كوتشوكوزي على موقع ألو سيني (الفرنسية)
- هازال فيليز كوتشوكوزي على موقع قاعدة بيانات الفيلم (الإنجليزية)
- هازال فيليز كوتشوكوزي على موقع كينوبويسك (الروسية)